# Годегізел
Годегізел (Годегізіл) (д/н — 501) — король бургундів у 473—501 роках.

## Життєпис
Син Гундіоха, короля бургундів. Після смерті батька 473 році владу успадкував стрийко Гільперік I. Втім Годегізел разом з братами Гільперіком і Годомаром зуміли домогтися отримання частки володінь при загальній зверхності Гільперіка I. В результаті Годегізел отримав женевський паг з містами Женева, Лангр, Шалон і Безансон. У 474 році брат Гундобад витіснив Годегізела з Женеви. Втім Годегізел не втручався в боротьбу між братами Гільперіком II і Годомаром I, з одного боку, а Гундобадом — з другого.
Лише після поразки й загибелі братів до 493 року Годегізел відчув небезпеку. Задля оборони своїх володінь від Гундобада укладає союзний договір з франкським королем Хлодвігом. Натомість пообіцяв щорічну данину і територіальні поступки. У 500 році Хлодвіг і Годегізел виступили проти Гундобада. Вирішальна битва відбулася біля річки Уш (неподалік Діжона). Дізнавшись про підхід Хлодвіга, Гундобад запропонував Годегізелу об'єднатися проти зовнішнього ворога. Годегізель погодився, але в битві при Діжоні він перейшов на бік франків, і Гундобад зазнав поразки. Годегізель пішов на В'єнн, а Гундобад втік до Авіньйону, де опинився в облозі військами Хлодвіга. Під тиском вестготського короля Аларіха II і за умови щорічної данини, Хлодвіг зняв облогу і відступив в свої володіння. При цьому було домовлено про поділ Бургундського королівства між Годегізелом і Гундобадом. Новою резиденцією Годегізела стало місто В'єнн.
501 року, порушивши договір з Хлодвігом, Гундобад атакував брата, взявши того в облогу в В'єнні. Завдяки зраді загін Гундобада проникнув до обложеного місто водопровідним каналом і завдав удару в тил обложеним. Годегізель спробував сховатися в аріанській церкві але був там убитий разом з аріанським в'єннським єпископом. Володіння Годегізела було приєднано до земель Гундобада.